# Rudolf Schuster (Maler)

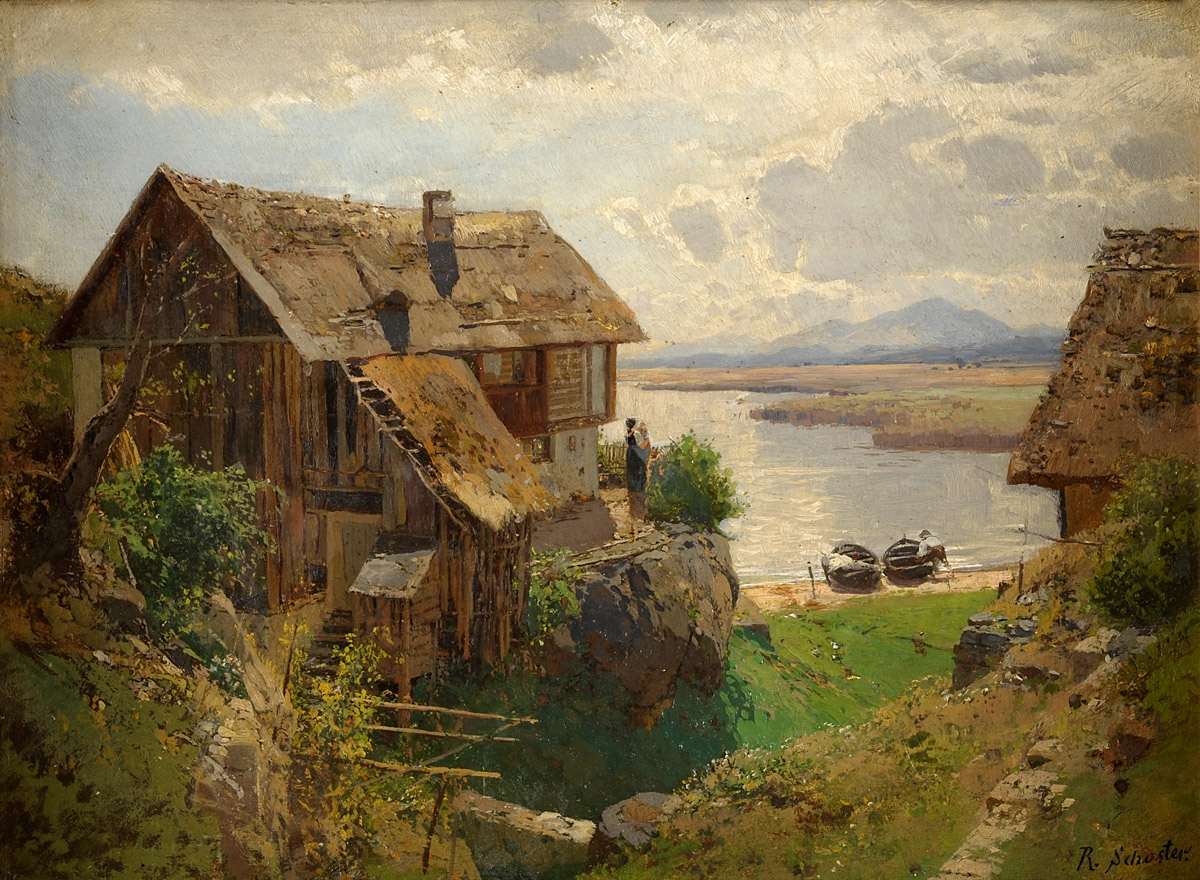
Sommertag am See

Rudolf Schuster, auch Heinrich Rudolf Schuster  (* 1. September 1848 in Markneukirchen, Königreich Sachsen; † 30. Juni 1902 ebenda), war ein deutscher Maler und Illustrator des 19. Jahrhunderts.

## Leben
Schuster war in den Jahren von 1863 bis 1865 Schüler an der Kunstakademie Dresden und arbeitete dann von 1867 bis zu dessen Erblindung 1873 im Atelier von Ludwig Richter. Dieser forderte ihn bereits 1874 auf, zu Studienzwecken nach Italien zu reisen. Schuster verbrachte jedoch das Jahr 1874 in München, wo er vom Stil der Maler Eduard Schleich der Ältere und Adolf Heinrich Lier gefesselt wurde. In den Jahren 1875 und 1876 hielt er sich in Düsseldorf auf, wo er Impulse der Düsseldorfer Malerschule erhielt. Erst 1879 folgte er der Anregung Richters und ging nach Rom. Vorher hatte er bereits die deutschen Mittelgebirge wie das Riesengebirge, die Eifel, das Erzgebirge und die Alpen zu den Themen seiner Landschaftsbilder gemacht. In Rom fand die Stadt selbst nicht so sehr seine Beachtung, sondern das Licht und die Weite der Campagna Romana und die Ausblicke der Sabiner Berge. Bei den Bildern der deutschen Maler in Rom  Edmund Kanoldt, Heinrich Franz-Dreber und Friedrich Prellers des Jüngeren lernte er die „ideale Landschaft“ kennen. Es folgten noch weitere Studienreisen Schusters nach Italien.
Schuster wandte sich danach erneut den Landschaften Deutschlands und der Alpen zu und erkundete diese in den folgenden 15 Jahren als begeisterter Wanderer von seinen Wohnorten Berlin, Dresden, Weimar und Meran aus. In seinen Gemälden aus dieser Zeit dominiert jeweils die Landschaft, der Mensch ist als Staffage einbezogen. Der Maler kehrte 1900 in seine Heimatstadt zurück, wo er zwei Jahre später verstarb.

## Werke
Das Musikinstrumenten-Museum Markneukirchen in Markneukirchen besitzt 19 Ölgemälde Schusters, welche in der Schuster-Diele im Paulus-Schlössl ausgestellt sind, darunter:
- Märzmorgen im Riesengebirge, 1897
- Mondnacht in der Eifel
- Ort in Franken
- Waldkapelle
- Alpenlandschaft in Italien
- Landwüst, 1896
- Teich an der Hirschmühle
- Wolken im Gebirge
- Spaziergänger
- Mönch im Kahn
- Felslandschaft, 1895
- Kleinsassen
- Waldweg mit Felsen und Tannen
- Der Bilderhändler
- Waldbild

Die ersten neun Werke wurde im Jahre 1943 auf Anraten des Apothekers Karl Voigt und der Nichte des Malers, Sophie Schuster, vom Dresdner Kunstverein angekauft. Weitere acht Bilder kamen kurze Zeit danach in die Sammlung.
Des Weiteren befinden sich Rudolf Schusters Tagebuch mit Reise-Aufzeichnungen, zwei Bücher mit Zeichnungen und eine lose Sammlung von Briefen und Skizzen in der Museumssammlung. Diese sind nicht öffentlich zugänglich.

## Ehrungen
- In Markneukirchen ist eine Straße nach Rudolf Schuster benannt.